# Lucia Scott
Pour les articles homonymes, voir Scott.
Pas d'image ? Cliquez ici

a Compétitions nationales et continentales officielles uniquement.

b Matchs officiels uniquement.
Dernière mise à jour le 8 août 2025.
Lucia Scott, née le 3 février 2004 à Gloucester (Angleterre), est une joueuse internationale écossaise de rugby à XV qui évolue au poste d'arrière.

## Biographie
Née le 3 février 2004 à Gloucester en Angleterre, Lucia Scott est d'abord sélectionnée avec l'équipe d'Angleterre des moins de 18 ans. Elle est éligible pour la sélection écossaise via ses grands-parents paternels. Elle joue avec l'équipe universitaire de Hartpury (en) où elle remporte deux titres nationaux. Elle intègre l'effectif professionnel du Gloucester-Hartpury RFC en 2022.
Convoquée pour le WXV 2024 avec l'équipe d'Écosse, elle gagne sa première cape lors du match de préparation face au pays de Galles. Lors de ce match, elle inscrit un essai. Au mois de décembre, elle intègre l'effectif d'Édimbourg Rugby qui dispute le Celtic Challenge. Elle est également sélectionnée pour jouer le Tournoi des Six Nations. À la fin de la saison, elle s'engage avec le Loughborough Lightning. Au mois d'août elle se casse la main lors du match de préparation contre l'Irlande et rate la Coupe du monde.

## Palmarès
- Vainqueur du Championnat universitaire du Royaume-Uni en 2022, 2023 et 2024.